# Černohlávek (rod)
Černohlávek (Prunella) je nevelký rod planě rostoucích, nevysokých, převážně vytrvalých bylin z čeledi hluchavkovitých. Rod je tvořen asi deseti druhy, které rostou na pěti kontinentech.

## Popis
Černohlávky jsou vytrvalé, zřídka dvouleté rostliny se šikmými oddenky. Lodyhy mají vystoupavé nebo přímé, v mládí čtyřhranné. Listy s řapíky a bez palistů někdy vyrůstají v přízemní růžice, obvykle však jsou lodyžní a protistojné, mnohdy obsahují éterické oleje. Čepele jsou po obvodě celokrajné nebo jemně vroubkované, též bývají laločnaté až členěné a často žláznatě chlupaté. Celokrajné listeny jsou široké a někdy membránovité.
Květy v počtech dva až šest vytvářejí lichopřesleny, které bývají seskupovány do koncových klasů. Květy bez češule jsou oboupohlavné, u některých druhů bývá na rostlině několik květů, znatelně menších, se zakrslými tyčinkami.
Vytrvalý, zvonkovitý kalich je dvoupyský, horní pysk je krátce trojzubý a spodní do poloviny rozštěpený, po opylení se oba pysky přikládají k sobě a chrání vznikající plod. Dvoupyská, světle fialová, zřídka růžová nebo bílá koruna, s trubkou delší než kalich, má horní nedělený pysk výrazně vyklenutý a spodní plochý pysk trojlaločný. Pod horním pyskem koruny jsou čtyři tyčinky, přední jsou delší než zadní, jejich nitky se před vrcholem větví a jen jedna větévka nese prašník. Původně dvoudílný semeník, vytvořený ze dvou plodolistů, je nepravými přepážkami rozdělen do čtyř oddílů s jediným vajíčkem; nese čnělku s dvouklanou bliznou.

## Rozmnožování
Květy jsou opylovány létajícím hmyzm s dlouhým sosákem, obvykle to jsou blanokřídlí, dvoukřídlí, motýli, nebo i nektarem se živící ptáci. Plodem je poltivý plod rozpadající se na čtyři tvrdky. Ty jsou hnědé, téměř kulovité či vejčité s jednou stranou plochou a druhou vypouklou. Černohlávek se může rozšiřovat vegetativně rozrůstáním oddenku, nebo pohlavně semeny (tvrdkami) roznášenými živočichy nebo odplavené vodou.

## Taxonomie
V České republice rostou tři původní druhy:
- černohlávek obecný (Prunella vulgaris L.)
- černohlávek dřípený (Prunella laciniata (L.) L.)
- černohlávek velkokvětý (Prunella grandiflora (L.) Scholler)

Z nich černohlávek dřípený a černohlávek velkokvětý jsou v současné době poměrně vzácné a v „Červeném seznamu cévnatých rostlin České republiky z roku 2012“ jsou považované za ohrožené druhy (C3).
Tyto tři druhy se mezi sebou příležitostně kříží a v české přírodě lze nalézt i jejích hybridy:
- Prunella ×dissecta Wender. (P. grandiflora × P. laciniata)
- Prunella ×intermedia Link (P. laciniata × P. vulgaris)
- Prunella ×spuria Stapf (P. grandiflora × P. vulgaris).[5]

Mimo to jsou v Evropě rozšířené ještě dva druhy:
- Prunella alba Pall. ex M. Bieb.
- Prunella hyssopifolia L.[6]

## Galerie

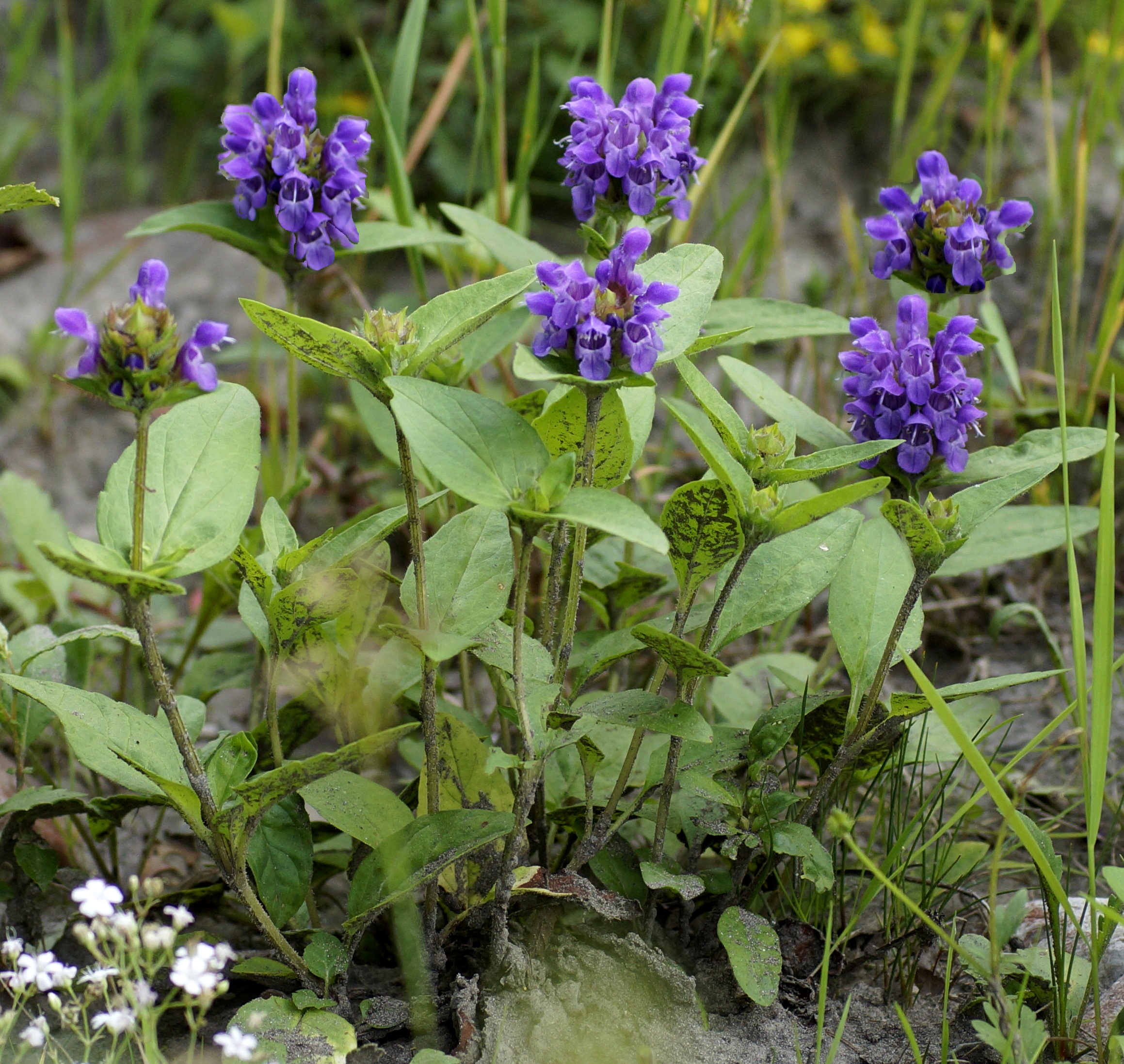
Černohlávek velkokvětý
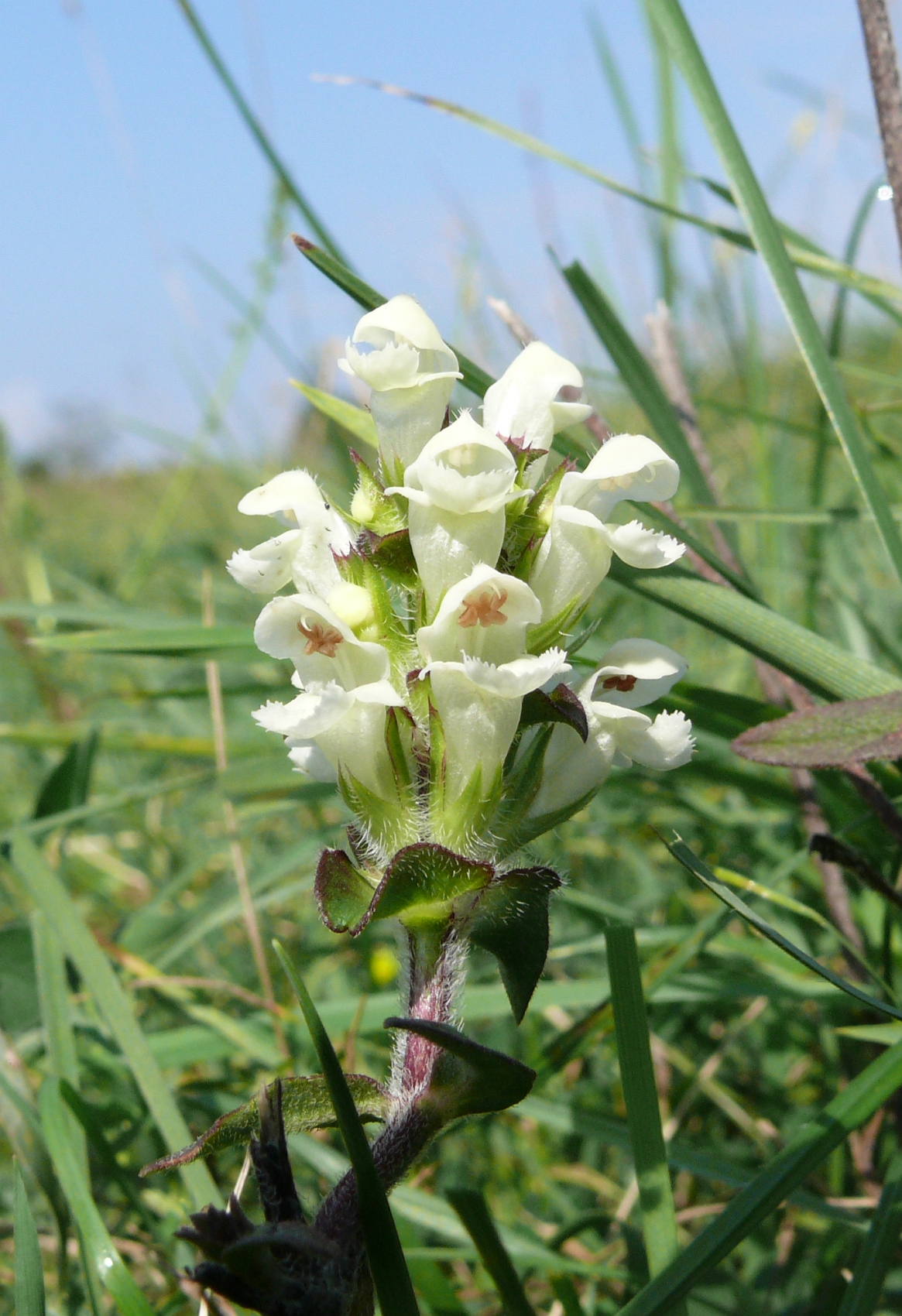
Černohlávek dřípený
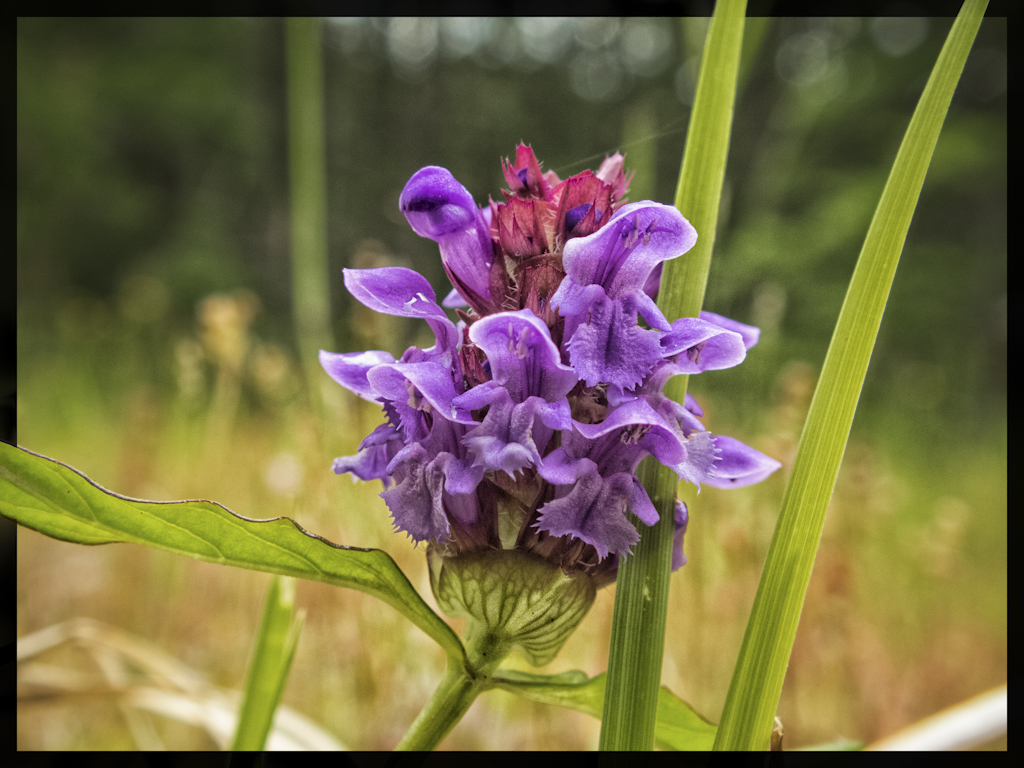
Černohlávek obecný
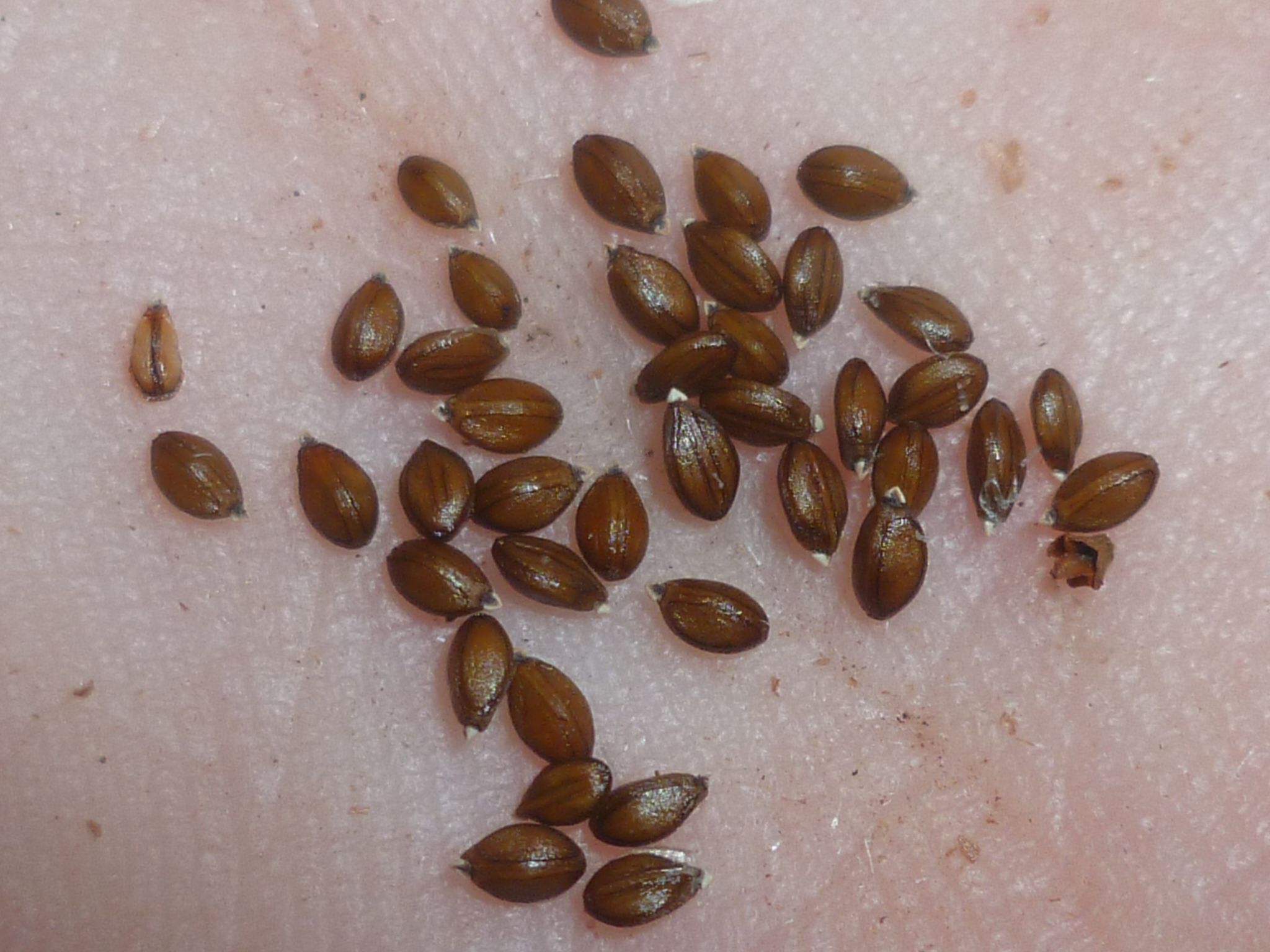
Tvrdky